# Julie von Voss
Julie Amalie Elisabeth von Voss, contessa di Ingenheim, (in tedesco: Julie Amalie Elisabeth von Voß, Gräfin von Ingenheim) (Berlino, 4 luglio 1766 – Berlino, 25 marzo 1789), è stata una nobildonna tedesca, damigella d'onore e poi moglie di Federico Guglielmo II.

## Biografia
Julie era la figlia di Friedrich Christian von Voss, e di sua moglie, Amalie Ottilia von Vieregg.
Nel 1783, come la zia Sophie, divenne dama di compagnia della regina Federica Luisa. Qui ha incontrato il principe ereditario Federico Guglielmo.
Il 7 aprile 1787 presso la cappella del Castello di Charlottenburg venne celebrato il matrimonio tra Julie e Federico Guglielmo. Nel novembre 1787 Federico Guglielmo salì al trono come Federico Guglielmo II. Julie venne nominata contessa di Ingenheim.

## Morte
Solo due anni dopo, il 25 marzo 1789, morì di tubercolosi, subito dopo la nascita di suo figlio Gustav Adolf (1789-1855).